# Lymantria kobesi
Lymantria kobesi este o specie de molii din genul Lymantria, familia Lymantriidae, descrisă de Alexander Schintlmeister 1994 Conform Catalogue of Life specia Lymantria kobesi nu are subspecii cunoscute.